# Gabriel de Broglie
Gabriel Marie Joseph Anselme de Broglie (Versalles, 21 de abril de 1931-París, 8 de enero de 2025) fue un historiador francés, proveniente de la familia de la nobleza de Francia, Broglie, de origen piamontés. Miembro de la Academia de Ciencias Morales y Políticas desde 1997 y miembro de la Academia Francesa desde 2001, en donde fue elegido a la silla número 11, que ocupó previamente Alain Peyrefitte. Es el quinto inmortal de la familia Broglie. Fue elegido canciller del Instituto de Francia en diciembre de 2005 sucediendo a Pierre Messmer.

## Datos biográficos
Gabriel de Broglie estudió en el colegio de los Oratorianos en Pontoise. Más tarde se graduó en el Instituto de Estudios Políticos de París y en la elitista Escuela Nacional de Administración (generación Tocqueville 1960).
Trayectoria pública
Entre otros cargos ha ocupado:
- 1962-1966: fue jurisconsulto en el despacho de André Malraux.
- junio de 1968: consejero técnico en el gabinete del primer ministro Maurice Schumann.
- 1968-1969: consejero técnico en el gabinete del primer ministro Maurice Couve de Murville.
- 1971-1974: director general adjunto de la Radio y Televisión Francesa (ORTF)
- 1975-1979: director general de Radio France.
- 1979-1981: presidente del Instituto Nacional de lo Audiovisual.
- 1981-1982: vicepresidente del Comité de la defensa de la lengua francesa.
- 1983-2002: presidente del Comité de Historia de la Televisión Francesa.
- 1996-2006: presidente de la Comisión General de Terminología y Neología.
- 1997: elegido miembro de la Academia de Ciencias Morales y Políticas.
- 2001: elegido miembro de la Academia Francesa.

## Obra
(en francés)
- 1972  Le Général de Valence, ou L'Insouciance et la gloire  (Perrin)
- 1974  Le Conseil d'État. Ouvrage collectif  (Éd. du C.N.R.S.)
- 1977  Ségur sans cérémonie, ou La gaîté libertine  (Perrin)
- 1979  Histoire politique de la Revue des deux mondes de 1829 à 1979  (Perrin)
- 1981  L'Orléanisme ou La ressource libérale de la France  (Perrin)
- 1982  Une image vaut dix mille mots. Essai sur la télévision  (Plon)
- 1985  Madame de Genlis  (Perrin)
- 1987  Le Français pour qu'il vive  (Gallimard)
- 1990  Guizot  (Perrin)
- 1991  La Vraie Madame Gervaisais. Introduction et présentation  (Société des Bibliophiles françois)
- 1995  XIXe siècle, l'éclat et le déclin de la France  (Perrin)
- 2000  Mac-Mahon  (Perrin)
- 2001  Le Droit d'auteur et l'Internet  (PUF)

## Distinciones
- Gran Oficial de la Legión de Honor.
- Caballero de la Orden Nacional al Mérito.
- Comendador de Artes y Letras.